# Pfarrkirche St. Germanus (Abtwil)

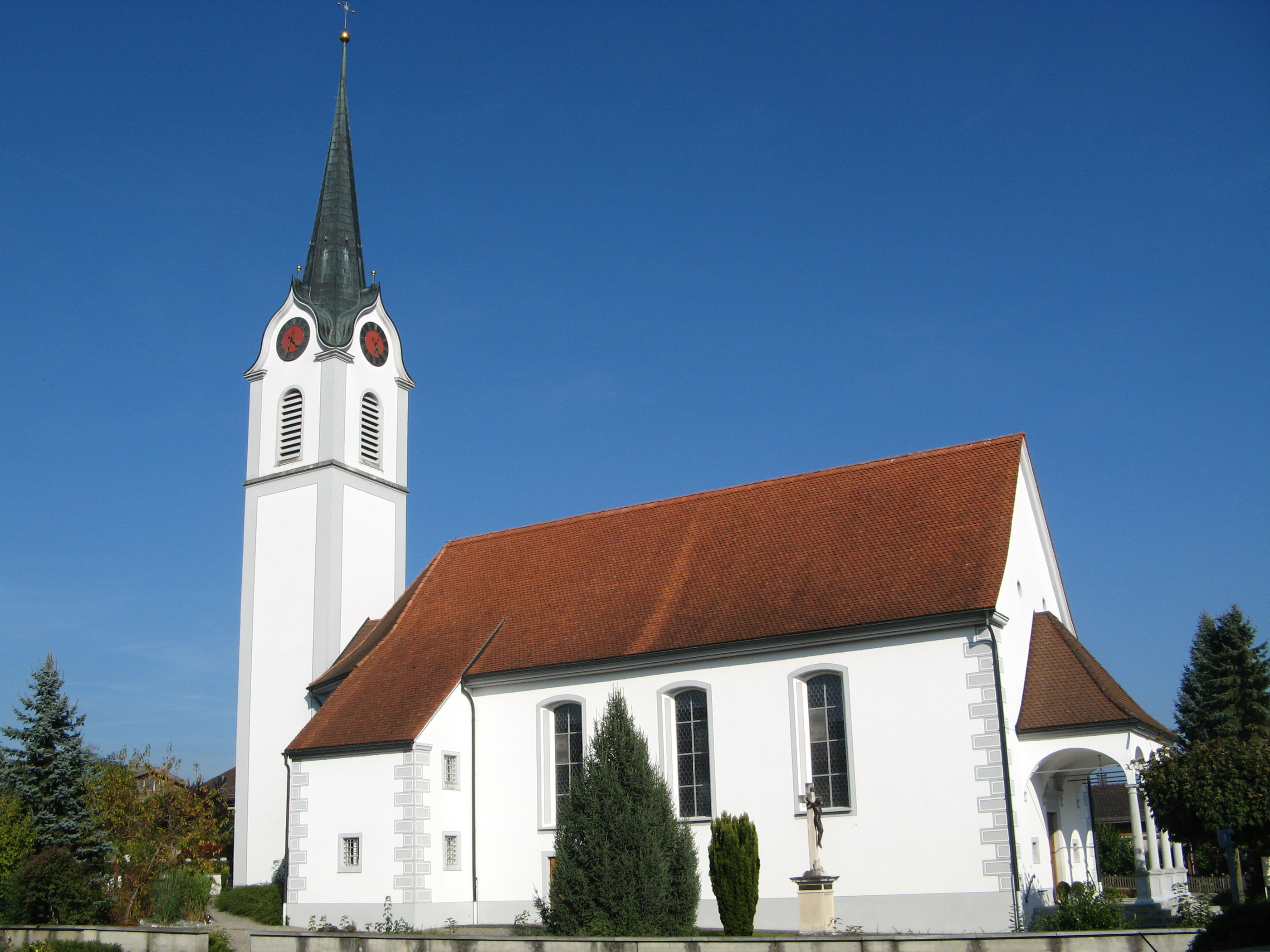
Pfarrkirche St. Germanus in Abtwil AG

Die Pfarrkirche St. Germanus ist die römisch-katholische Pfarrkirche von Abtwil im Kanton Aargau. Sie stammt aus dem 18. Jahrhundert und ist im Barockstil erbaut. Die Kirche bildet den Mittelpunkt eines kleinen Kirchenbezirks mit Pfarrhaus und ehemaligem Pfarrspeicher. Sie steht unter Denkmalschutz des Kantons und des Bundes.
Die der Kirche zugehörige Pfarrei St. Germanus in Abtswil gehört zum Pastoralraum Oberes Freiamt in der römisch-katholischen Landeskirche im Aargau (Bistumsregion St. Urs) des Bistums Basel.

## Geschichte

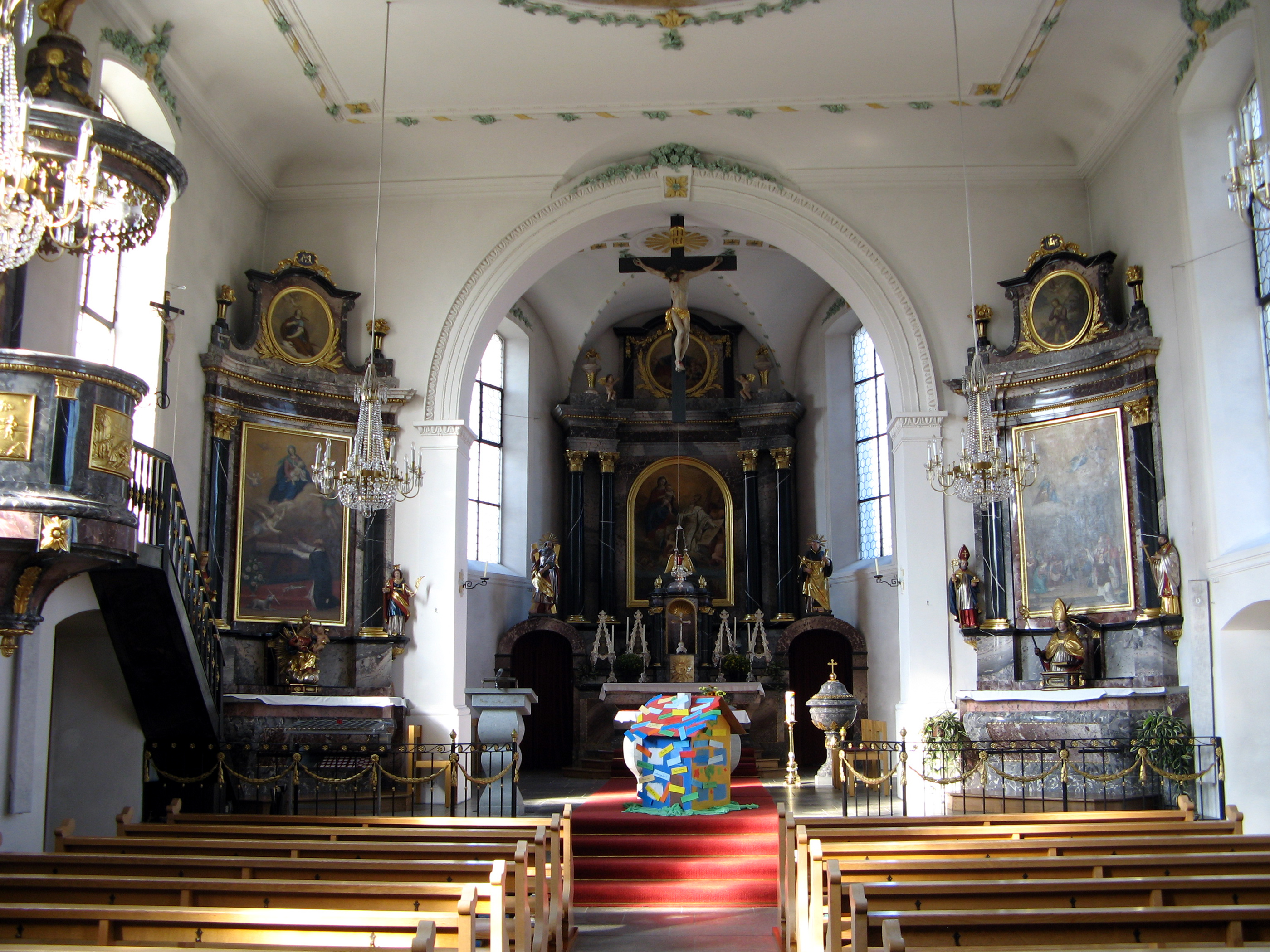
Innenansicht

Aus dem Jahr 1350 stammt die erstmalige Erwähnung der Kirche, die Germanus von Granfelden geweiht ist. Die Kollatur über die Pfarrei war im Besitz der Johanniterkommende im benachbarten Hohenrain. 1627 liess der damals amtierende Komtur für 100 Gulden einen neuen Choraltar errichten. Zwar war das Dach 1645 erneuert worden, doch 1670 und 1697/98 gab es Berichte über Schäden. Schliesslich wurde die baufällig gewordene Kirche im Jahr 1742 abgebrochen. Die Kirchgemeinde liess ab 1740 eine neue Kirche aufrichten, wobei der Bau unter der Leitung der Brüder Arbogast und Hans Caspar Rey aus Muri stand. Am 4. Juli 1742 fand die Kirchweihe statt.
Zwischen 1784 und 1799 entstand ein neuer Hochaltar (1842 nochmals unter Beibehaltung der Altarbilder erneuert). 1821 ersetzten Stuckateure aus dem Bregenzerwald die hölzerne Kassettendecke durch einen Plafond; ausserdem erstellten sie neue Seitenaltäre. Nach Entwürfen von Joseph Balmer schuf Ludwig Pfyffer 1874 zwei neue Chorfenster. 1877 wurde an der Stirnseite des Chors ein Kirchturm erbaut. Joseph Balmer leitete 1888 die erste grosse Innenrenovation, zugleich malte er neue Bilder für Decke und Hochaltar. Die nächste Innenrenovation im Jahr 1920 umfasste unter anderem die Erneuerung der Stuckaturen sowie neue Chor- und Beichtstühle. 1968 erfolgte eine Aussenrenovation, bei der man die Wimperge des Chorturms abänderte. 1981/82 wurde die Kirche erneut im Innern renoviert und erhielt eine neue Orgel.

## Bauwerk
Ein Satteldach fasst das dreijochige, mit Stichbogenfenstern gegliederte Kirchenschiff und den dreiseitig anschliessenden, eingezogenen Chor zusammen. Der Haupteingang wird durch eine Vorhalle mit toskanischen Säulen überwölbt. Die Sakristei befindet sich in einem Anbau an der Evangelienseite. Im Gegensatz zum Chor ist das Kirchenschiff gewölbt.
Hinter dem Chor erhebt sich der Kirchturm, dessen Schaft die eingezogene Glockenstube mit rundbogigen Schalllöchern trägt, bekrönt von einem Spitzhelm zwischen vier geschweiften Wimpergen. Im Turm befinden sich fünf Glocken, die von der Glockengiesserei H. Rüetschi in Aarau gegossen wurden, vier im Jahr 1876 und eine (c²) 1981. 
Glockenübersicht
| Glocke | Name               | Gussjahr | Gewicht  | Schlagton |
| ------ | ------------------ | -------- | -------- | --------- |
| 1      | Herrgottsglocke    | 1876     | 1519 kg0 | es¹       |
| 2      | Muttergottesglocke | 1876     | 771 kg   | g¹        |
| 3      | Germannsglocke     | 1876     | 456 kg   | b¹        |
| 4      | Antoniusglocke     | 1981     | 300 kg   | c²        |
| 5      | Josefsglocke       | 1876     | 195 kg   | es²       |

## Ausstattung

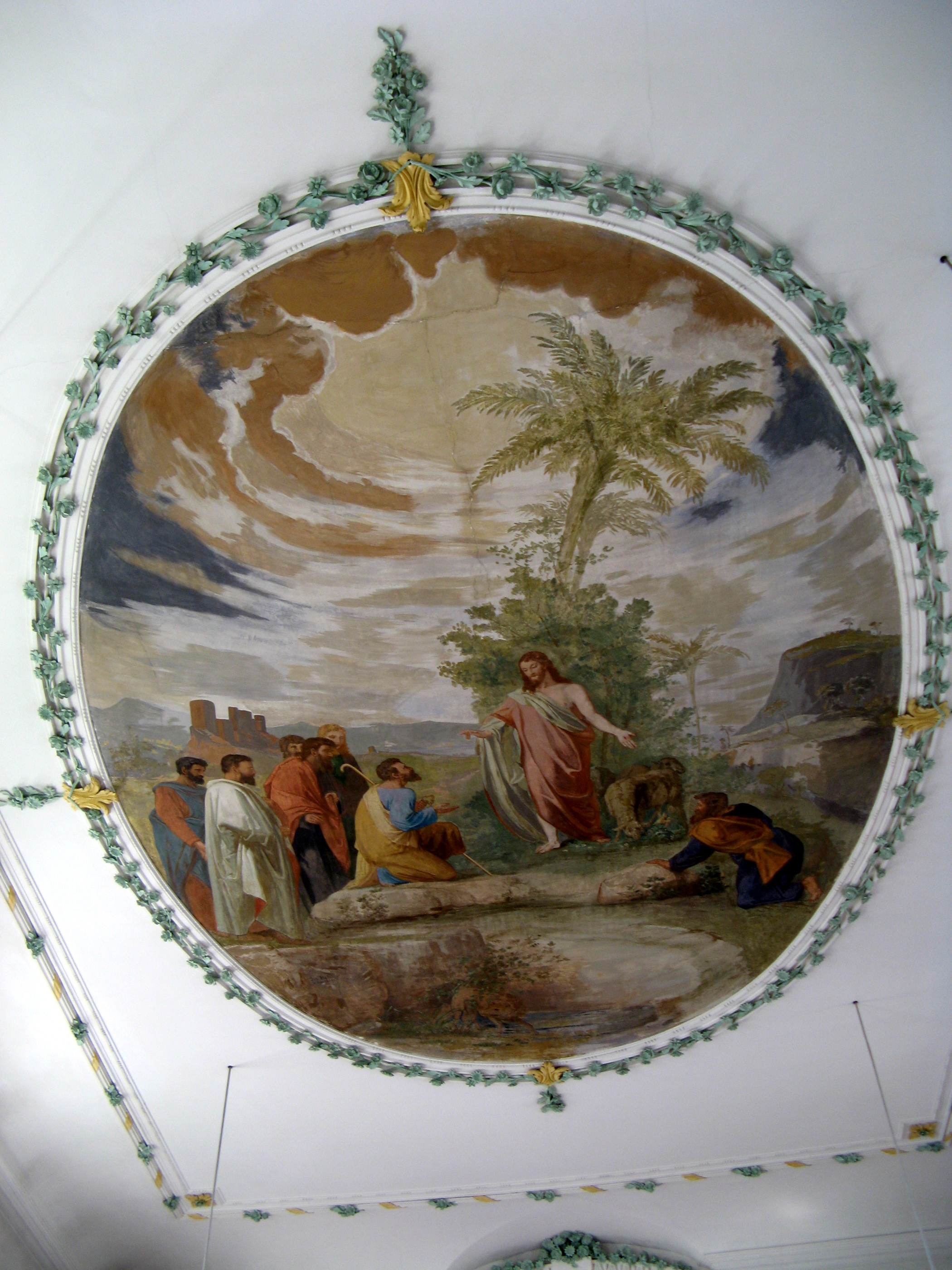
Deckenbild

Die Ausstattung stammt überwiegend aus dem 19. Jahrhundert und ist im klassizistischen Stil gehalten. Das von Profilen gerahmte ovale Deckenbild, gemalt von Joseph Balmer, stellt die Übergabe des Kirchenamtes an Petrus dar. Der ebenfalls von Balmer gemalte Hochaltar zeigt den Kirchenpatron Germanus, wie er der Muttergottes die Abtwiler Kirche empfiehlt. Über den seitlichen Durchgängen stehen zwei je 117 cm hohe, barocke Holzstatuen, die Bernhard von Clairvaux und den Apostel Andreas darstellen. Sie entstanden um 1670/80 und werden dem Zuger Bildhauer Johann Baptist Wickart zugeschrieben. Schräg in den rechteckigen Saal gestellt sind die beiden gestalteten Seitenaltäre mit Altarbildern von Michael Föhn.
Orgel
Die Orgel wurde 1982 von der Orgelbauwerkstatt Graf in Sursee eingebaut. Sie hat zwölf Register auf zwei Manualen und Pedal und wurde 2013 von der Erbauerfirma renoviert.

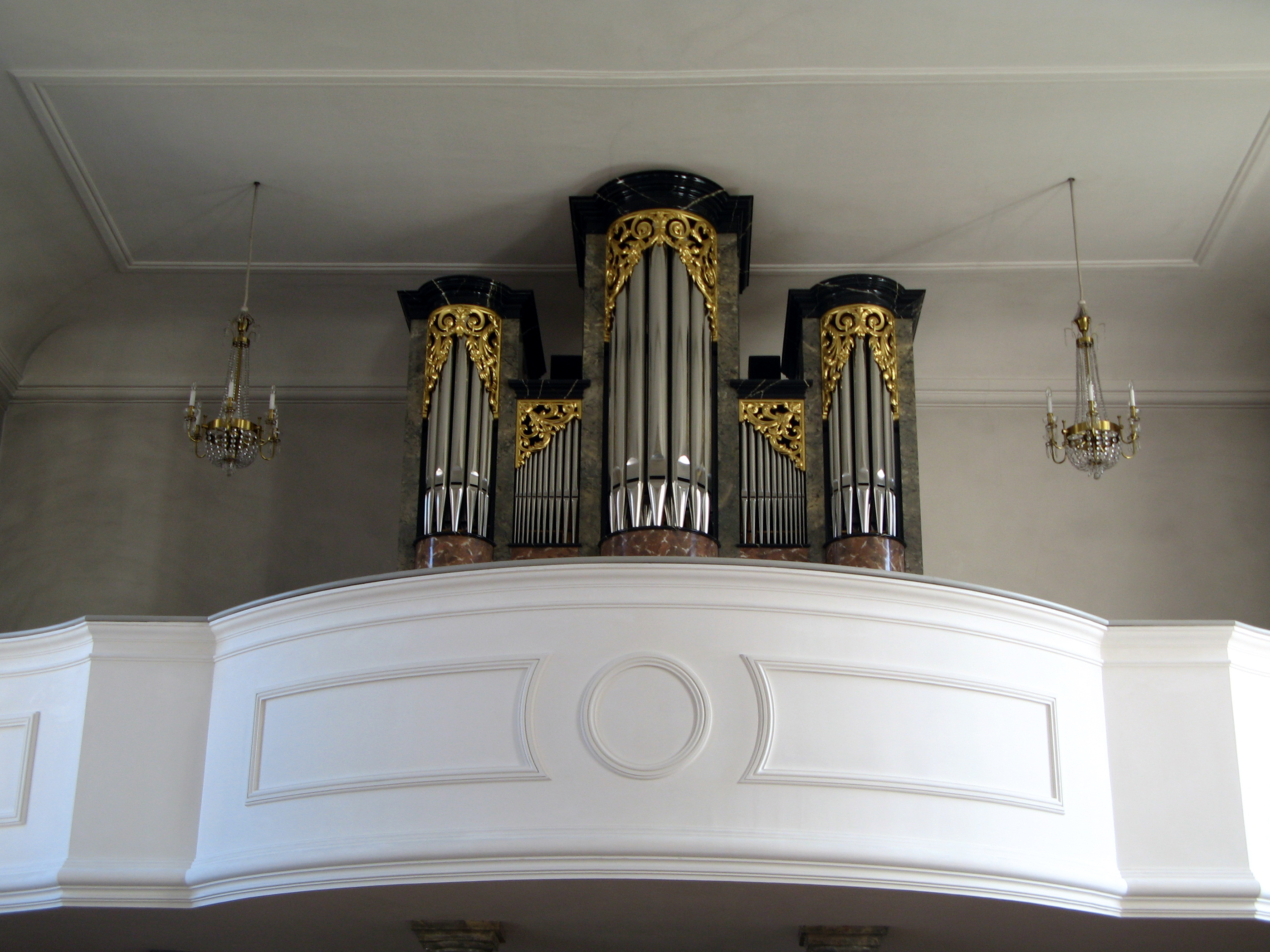
Orgel in St. Germanus

Disposition
| I Hauptwerk C–g³ |       |
| Prinzipal        | 8′    |
| Rohrflöte        | 8′    |
| Oktave           | 4′    |
| Waldflöte        | 2′    |
| Mixtur 4f. rep.  | 1 ⁄3′ |

| II Positiv C–g³ |       |
| Gedackt         | 8′    |
| Spitzflöte      | 4′    |
| Principal       | 2′    |
| Quinte          | 1 ⁄3′ |
| Zimbel 3f. rep. | 2⁄3′  |

| Pedal C–f¹ |     |
| Subbass    | 16′ |
| Flötbass   | 8′  |

- Koppeln:  I–P, II–P, II–I

## Nachweise
1. ↑  Abtwil – St. Germanus – Orgel Verzeichnis – Orgelarchiv Schmidt.

Koordinaten: 47° 10′ 29,3″ N, 8° 21′ 17,8″ O; CH1903: 669464 / 225276